# Rapana venosa
Rapana venosa (Gattungsname vom lat. rapa = Rübe) ist eine räuberische, meeresbewohnende Art aus der Familie der Stachelschnecken und gilt als eine der problematischsten invasiven Arten weltweit. Exemplare dieser Art wachsen sehr schnell, werden innerhalb von 2 Jahren geschlechtsreif und können bis zu 10 Jahre alt werden. Charakteristisch ist die orange Färbung an der Innenseite der Schale. Die ursprüngliche Heimat der Art liegt in Asien. Aufgrund ihrer hohen Toleranz gegenüber Schwankungen der Temperatur und des Salzgehaltes des Wassers konnte sich Rapana venosa leicht ausbreiten.
Die Erstbeschreibung erfolgte 1846 durch Achille Valenciennes. Wegen ihrer weiten Verbreitung wurde Rapana venosa mehrfach beschrieben. Sie ist auch unter der Urbeschreibungskombination Purpura venosa (Valenciennes, 1846) sowie unter den Synonymen Rapana marginata (Valenciennes, 1846), Rapana pechiliensis (Grabau & King, 1928), Rapana pontica (Nordsieck, 1969) und Rapana thomasiana (Crosse, 1861) bekannt.

## Schale

A aus Sicht der Mündungsöffnung, B Rückenansicht, C Seitenansicht

Rapana venosa besitzt ein großes, schweres, kurz-zugespitztes Gehäuse, welches eine Größe von 180 Millimetern erreichen kann.
Die Schnecke besitzt eine aufgeblähte Körperwindung und einen tiefsitzenden Nabel. Die Mundöffnung des Schneckenhauses ist weit und oval geformt. Ihre Columella (die Spindel, um die sich das Schneckengehäuse windet) ist breit und glatt. Das Gehäuse wird nach außen hin von glatten, spiralförmigen, axial angeordneten Rippen gegliedert. Nach innen umrahmen kleine, in die Länge gezogene Zähne den Rand der äußeren Lippe. Eines der Hauptmerkmale dieser Schnecke ist die dunkelorange-Färbung des Hypostracums auf der Innenseite der Schale. Bei manchen Exemplaren kann der innere Hohlraum des Gehäuses auch eine schwarz- bis dunkelblaue Färbung aufweisen, die bis zum Rand der äußeren Lippe reicht.
Das Periostracum hingegen kann trübgrau bis rotbraun gefärbt sein. Hierbei können mehr oder weniger auffallende, dunkelbraune Striche die spiralförmigen Rippen des Gehäuses wie ein unterbrochenes Adergeflecht durchziehen.

## Verbreitung

### Ursprünglicher Lebensraum
Ursprünglich war Rapana venosa in Teilen des Japanischen Meeres bis nach Wladiwostok im Norden, im Gelben Meer, im Bohai-Meer und im Ostchinesischen Meer bis nach Taiwan im Osten heimisch. Die Schnecke wies in ihrer koreanischen Heimat eine hohe Temperaturtoleranz, die von 4 °C bis 27 °C reichte, sowie eine hohe Sauerstoff- und Salinitätstoleranz auf und konnte sich deswegen in vielen verschiedenen Meeren ausbreiten und vermehren. Rapana venosa lebt in eher geringen Tiefen um die 40 Meter und hält sich deshalb in küstennahen oder seichten Regionen auf, wie zum Beispiel im Gelben Meer, das eine maximale Tiefe von 105 Metern hat.

### Weltweite Verbreitung
Man kennt mittlerweile mindestens 5 geographische Regionen, in denen sich reproduktive Rapana-venosa-Populationen befinden.
Wie sich diese marine Schnecke so schnell verbreiten konnte, ist ungewiss. Forscher vermuten jedoch, dass sie im Larvenstadium über das Ballastwasser von Schiffen weite Wege schnell zurücklegte oder dass sie über den Handel mit Muschelbeständen, in denen sie lebte, verschleppt wurde.

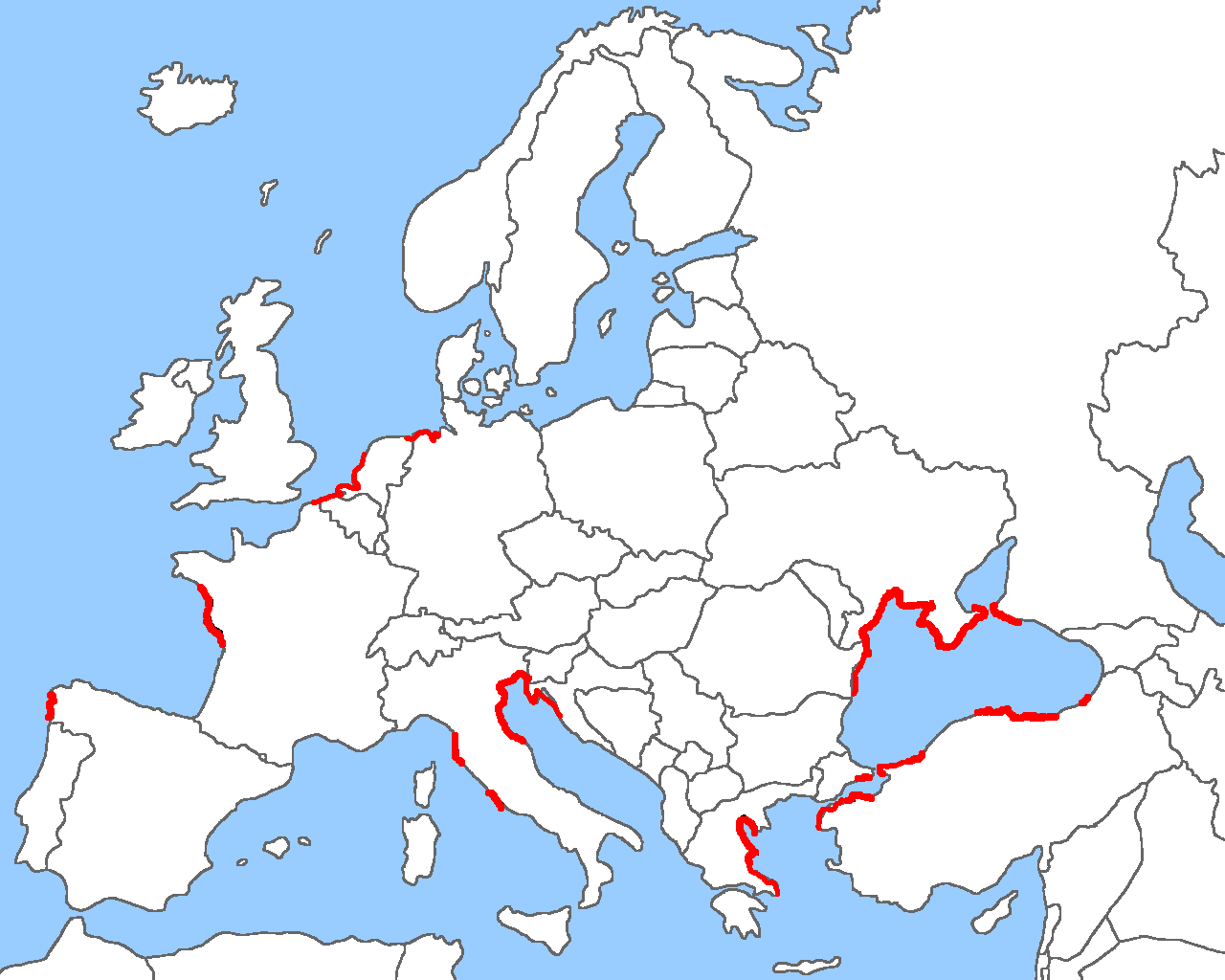
Verbreitung der Rapana venosa im europäischen Raum

#### Schwarzes Meer und Umgebung
Die Einführung von Rapana venosa in das Schwarze Meer fand vermutlich in den 1940er Jahren statt. Erste Aufzeichnungen von Beobachtungen der Art gab es 1963 in der Noworossijsk-Bucht durch Drapkin, welcher sie fälschlicherweise als Rapana bezoar identifizierte. Der Einschleppungsweg ist nicht hundertprozentig gesichert. Die Möglichkeit, dass die Schnecke im Larvenstadium mittels Ballastwasser ins Schwarze Meer gelangen konnte, ist aufgrund der großen Distanz zu ihrer Heimat, der Schiffsgeschwindigkeit der damaligen Zeit, sowie des begrenzten Schiffsverkehrs während des Zweiten Weltkrieges ziemlich unwahrscheinlich.
Die zweite Möglichkeit wäre der Transport als ein Teil einer schiffsrumpfbewohnenden Gemeinschaft von Organismen. Außerdem könnte die Einschleppung mittels Austersaat stattgefunden haben, was bei heutigem Wissensstand jedoch reine Spekulation ist. Innerhalb kurzer Zeit hat sich der Mollusk über den Kaukasus und die Krimküste ausgebreitet und gelangte ins Asowsche Meer.
Bis 1972 erweiterte Rapana venosa ihr Verbreitungsgebiet in den Nordwesten des Schwarzen Meeres und bis zur Küste von Rumänien, Bulgarien und der Türkei. Darüber hinaus bürgerte sie sich erfolgreich im Ägäischen und im Tyrrhenischen Meer ein. Die Population im Schwarzen Meer scheint stabil, wenn auch nicht allzu individuenreich zu sein.

#### Adria
Erste Funde in der Adria gab es in den 1970ern, als Fischer der Stadt Ravenna von einer für sie unbekannten Schnecke berichteten. Von diesem Zeitpunkt an breitete sich Rapana venosa in der nördlichen Adria aus. Die derzeit bekannte Ausbreitung innerhalb der Adria reicht von Fano im Süden bis nach Marano im Norden.

#### Nordatlantik
Funde in der Chesapeake Bay zeugen von einer transozeanischen Verbreitung der Schnecke, die am wahrscheinlichsten mittels Ballastwasser von Schiffen stattgefunden hat. Das bekannte Verbreitungsgebiet innerhalb der Chesapeake Bay reicht von der Mündung des Rappahannock River im Norden bis zu den Lafayette-Flüssen im Süden, sowie vom Elizabeth River im Südwesten bis auf die Höhe des Chesapeake-Bay-Bridge-Tunnels im Südosten.

#### Südatlantik
Zum ersten Mal wurde Rapana venosa 1998 im südlichen Atlantik im Meeresarm von Río de la Plata entdeckt, wo sie meistens in den mittleren bis äußeren Regionen des Meeresarmes von Fischern gefangen wurde. Ihr Lebensraum scheint in dieser Region nur auf den Meeresarm begrenzt zu sein. Der Grund, warum sich Rapana venosa nicht weiter im Atlantik aufhält und ausbreitet, ist womöglich auf die Präsenz der dort heimischen Art Stramonita haemastoma zurückzuführen.

#### Weitere Funde
Einige lebende Exemplare wurden auch an der nordatlantischen Küste Frankreichs, an den Küsten Neuseelands und in der Willapa Bay im US-Bundesstaat Washington gefunden.

## Ökologie

### Ernährung
Rapana venosa ist eine carnivore und räuberische, möglicherweise auch aasfressende Schnecke. Sie frisst hauptsächlich andere Mollusken, wie am Meeresgrund lebende Bivalvia, dazu gehören Austern (Amerikanische Auster), Miesmuscheln (Adriatische Miesmuschel (Mytilus galloprovincialis), die Gattungen Modiolus und Geukensia) und Venusmuscheln (Anadara inaequivalvis, Chamelea gallina, Venerupis philippinarum, Raue Venusmuschel (Venus verrucosa,Mercenaria mercenaria)).
Ihre Beute wählt diese Schnecke nach Art und Größe aus, zieht aber Muscheln vor, die eine harte Schale besitzen. Wie die meisten Stachelschnecken kann Rapana venosa ein Loch in die Schale der Muscheln bohren. Sie bevorzugt dennoch, ihre Beute zu zerdrücken, indem sie die Zone um das Ligament umwickelt und die Schale mit ihrer Radula öffnet.
Um ihre Beute zu fressen, dringt sie mit ihrem Rüssel zwischen die geöffneten Schalen der Muschel ein und sondert einen zähen Schleim, der Biotoxine enthalten kann, auf das geschwächte Beutetier ab.
Noch nicht vollends ausgewachsene Exemplare ernähren sich von Muscheln, die bis zu 30 Prozent größer als sie selbst sein können, während größere Exemplare maximal gleich große Beutetiere fangen. Eine ausgewachsene Rapana venosa von 14 cm kann eine Muschel von 8 cm Größe innerhalb einer Stunde fressen.

### Fortpflanzung und Entwicklung
Die getrenntgeschlechtliche Rapana venosa paart sich in der Natur während eines längeren Zeitraums zwischen Winter und Frühling.
Nach der inneren Befruchtung legt das Weibchen mehrere Cluster von Eiern, die aus je 50 bis 500 Eikapseln bestehen. Die Eikapseln werden an einem harten Substrat befestigt. Jede Eikapsel beinhaltet 200 bis 1.000 Eier. Ein Weibchen kann ohne zweite Befruchtung mehrmals im Sommer Eicluster ablegen.
Nach der Eiablage ist die Eikapsel weiß, wird dann aber immer dunkler (über zitronengelb zu gelb). Nach 14 bis 21 Tagen (der genaue Zeitpunkt hängt von Temperatur und Salinität ab) schlüpfen die pelagischen Larven. Dabei öffnet sich die dorsale Spitze der Eikapsel und die schwimmende Larve ist frei. Diese Veligerlarven haben eine sehr lange planktonische Phase, die bis zu 80 Tage dauern kann. Dabei werden sie durch die Meeresströmungen weiterverbreitet.
Die Larven bewegen sich anfangs mit einem zweilappigen Velum fort und ernähren sich von kleinerem Plankton. Nach 4 Tagen entwickelt sich das Velum zu einem vierlappigen Velum. Nach 14 bis 17 Tagen ist das Velum etwa doppelt so lang und es bilden sich Füße und Augenstiele. Durch die Aufnahme von Algen wachsen die Larven sehr schnell und erreichen in 21 Tagen eine Schalenlänge von 1,5 mm. Nach der planktonischen Phase wandern die Larven schließlich zum Ozeanboden und wachsen zu hartschaligen Schnecken heran.
Im ersten Lebensjahr wachsen die Tiere sehr rasch, im 2. Lebensjahr werden sie geschlechtsreif. Rapana venosa kann 10 Jahre alt werden.

### Etablierung in fremde Ökosysteme
Mehrere Faktoren tragen dazu bei, dass sich Rapana venosa außerhalb ihres natürlichen Lebensraumes als invasive Art behaupten kann. Der wohl größte Vorteil gegenüber den einheimischen (natürlich vorkommenden) Gastropoda ist ihre dicke Schale. Durch diese körperliche Überlegenheit ist Rapana venosa imstande, lokale Schneckenarten zu erbeuten und sich vor anderen räuberischen Tierarten (Schildkröten oder Schnecken mit einer dünneren Schale) zu schützen. Für Rapana venosa gibt es im fremden Ökosystem folglich einen Überschuss an Beutetieren, da die anderen Schneckenarten eher Nahrungsquelle als Konkurrenz bei der Nahrungsfindung darstellen. Zudem fehlen weitgehend natürliche Fressfeinde. Aufgrund der letzten beiden Beobachtungen kann man davon ausgehen, dass eine ausgewachsene Schnecke dieser Art ohne große Bedrohung Futter beschaffen und sich ungestört vermehren kann. Zudem ernähren sich bereits die Jungtiere von einer großen Anzahl von Muscheln und Austern, was ebenfalls zu einer schnellen Etablierung von Rapana venosa beiträgt.

## Imposex
Imposex ist ein Phänomen, das unter anderem auch bei Rapana venosa als Folge der Schadstoffansammlung in Meeren auftritt. Charakteristisch ist die Entwicklung von äußeren männlichen Geschlechtsorganen bei weiblichen Individuen.
Als Verursacher für diese Fehlentwicklung wurden Zinnorganische Verbindungen wie Tributylzinn (TBT) nachgewiesen. Solche Verbindungen sind in Biozid- und Antifouling-Mitteln enthalten, die über Jahrzehnte als Zusatz in Schiffanstrichen verwendet wurden. Die giftige Substanz verhinderte die marine Verkrustung an Booten und Schiffen.
Seit 2008 verbietet die Internationale Seeschifffahrts-Organisation TBT als Zusatz in Schiffsfarben.
Bis jetzt wurde jedoch kein Verlust der reproduktiven Funktionen der weiblichen Rapana venosa als Folge des Imposex beobachtet, jedoch steigt das Gewebegewicht der von Imposex betroffenen Weibchen.